# Tinea lanella
Tinea lanella is een vlinder uit de familie echte motten (Tineidae). De wetenschappelijke naam is voor het eerst geldig gepubliceerd in 1934 door Pierce & Metcalfe.
De soort komt voor in Europa.